# Hugo-Wolf-Quartett
Das Hugo-Wolf-Quartett ist ein österreichisches Streichquartettensemble.

## Geschichte
Das Quartett wurde 1993 gegründet und erhielt seinen Namen von der Internationalen Hugo Wolf Gesellschaft Wien. Mittlerweile spielt es in allen bedeutenden Konzertsälen und Festivals. Eigens für das Quartett wurden beispielsweise von Zbigniew Bargielski, Friedrich Cerha, Dirk D’Ase, Johannes Maria Staud
und Erich Urbanner Werke komponiert. Unter den zahlreichen Schallplatteneinspielungen fand vor allem eine Aufnahme mit Quartetten Beethovens wohlwollende Kritik.

## Auszeichnungen
- Erster Preis beim 5. Internationalen Streichquartettwettbewerb in Cremona
- Bestes Streichquartett beim 45. Internationalen G. B. Viotti-Wettbewerb für Kammermusik
- Fünfter Preis beim London International String Quartet Competition 1997
- Europäischer Kammermusikpreis

## Derzeitige Mitglieder
- Sebastian Gürtler, Violine I
- Régis Bringolf, Violine II
- Subin Lee, Viola
- Florian Berner, Cello

## Ehemalige Mitglieder
- Jehi Bahk (Violine I und II, 1992–1993, vormals als „Akademie-Quartett“)
- Jun Keller (Violine I und II, 1992–1993, vormals als „Akademie-Quartett“)
- Jehi Bahk (Violine I, 1993–2004)
- Petra Ackermann (Viola, 1992–1993)
- Martin Edelmann (Viola, 1993–1998)
- Wladimir Kossjanenko (Viola, 1998–2007)
- Gertrud Weinmeister (Viola, 2007–2013)
- Thomas Selditz (Viola, 2013–2016)